# X 툴킷 인트린식스
X 툴킷 인트린식스(X Toolkit Intrinsics, X 툴킷의 경우 Xt라고도 함)는 X 윈도 시스템용 그래픽 사용자 인터페이스(GUI)를 사용하여 프로그램 개발을 용이하게 하는 애플리케이션 프로그래밍 인터페이스를 구현하는 라이브러리이다. C 언어(또는 C++와 같이 C API를 사용할 수 있는 모든 언어)에서 사용할 수 있다. 설계는 1980년대 후반부터 1990년대 초반에 이루어졌다.
하위 레벨 라이브러리인 Xlib은 X11 프로토콜의 클라이언트 측 구현이다. X 서버와 통신하지만, 버튼이나 메뉴와 같은 그래픽 컨트롤 요소("위젯")를 구현하는 기능을 제공하지는 않는다. Xt 라이브러리는 위젯 유형 생성을 지원하지만, 자체적으로는 아무것도 제공하지 않는다. 프로그래머는 Xt 라이브러리를 사용하여 새로운 유형의 위젯을 생성하고 사용할 수 있다. Xt는 상속(사용자가 다른 유형의 버튼을 위해 작성된 코드를 재사용하여 자신만의 버튼을 만들 수 있음), 이벤트 및 콜백과 같은 일부 객체 지향 개념을 구현했다.
애플리케이션의 그래픽 사용자 인터페이스는 일반적으로 여러 위젯 유형을 필요로 하므로, 대부분의 개발자는 자체 위젯을 작성하는 것을 꺼려했고, 대신 Xaw, 모티프, OLIT과 같이 위젯 세트를 제공하는 라이브러리를 사용하는 것을 선호했다.
Xt 프로그램은 모든 위젯을 설명하는 텍스트 파일인 "앱 기본 Xrm 데이터베이스"를 찾을 수 없을 때 사용할 수 없다는 악명 높은 문제가 있었다. GTK 및 Qt와 같이 현대에 널리 사용되는 대부분의 툴킷은 Xt 라이브러리를 사용하지 않는다. 대신 Xlib 또는 XCB를 직접 사용한다.